# La historia más grande jamás contada… hasta ahora
La historia más grande jamás contada… hasta ahora: Por qué estamos aquí? es el décimo libro de no ficción del físico teórico estadounidense Lawrence M. Krauss. El libro fue publicado inicialmente el 21 de marzo de 2017 por Atria Libros.

## Sinopsis
El libro aborda la comprensión científica actual de la creación del Universo y ofrece una historia de cómo los científicos han formulado el Modelo Estándar de Física de Partículas. Krauss también detalla cómo las simetrías han abierto el camino a los principales avances de la física de partículas moderna.

## Recepción
Un crítico de Publishers Weekly afirmó: "Con una prosa segura y verbosa, Krauss cuenta una historia que celebra y explora la ciencia. A través del libro, recuerda a los lectores por qué los científicos construyen una maquinaria tan complicada y traspasan los límites del mundo cuántico cuando nada tiene sentido: "Por ninguna razón más práctica que celebrar y explorar la belleza de la naturaleza". David Warmflash de Wired UK comentó: "El próximo libro del autor Lawrence Krauss trata sobre la historia de la física y la investigación moderna, que abarca tanto la cosmología como la física subatómica, lo que Krauss describe como astrofísica de partículas. Es un libro de ciencia. Y, sin embargo, la mayoría de los capítulos comienzan con una cita bíblica".